# Rotonde de la Villette
La rotonde de la Villette, ou barrière Saint-Martin, est l'une des barrières d'octroi du mur des Fermiers généraux. Construite juste avant la Révolution par l'architecte Claude Nicolas Ledoux comme élément du mur des Fermiers généraux, la rotonde en constituait le bâtiment le plus imposant.

## Situation et accès
Ce bâtiment se situe sur l'actuelle place de la Bataille-de-Stalingrad, dans le 19e arrondissement, face au bassin de la Villette.
Depuis 2009, le monument est occupé par un restaurant et une galerie d'art contemporain.

## Historique

### Construction

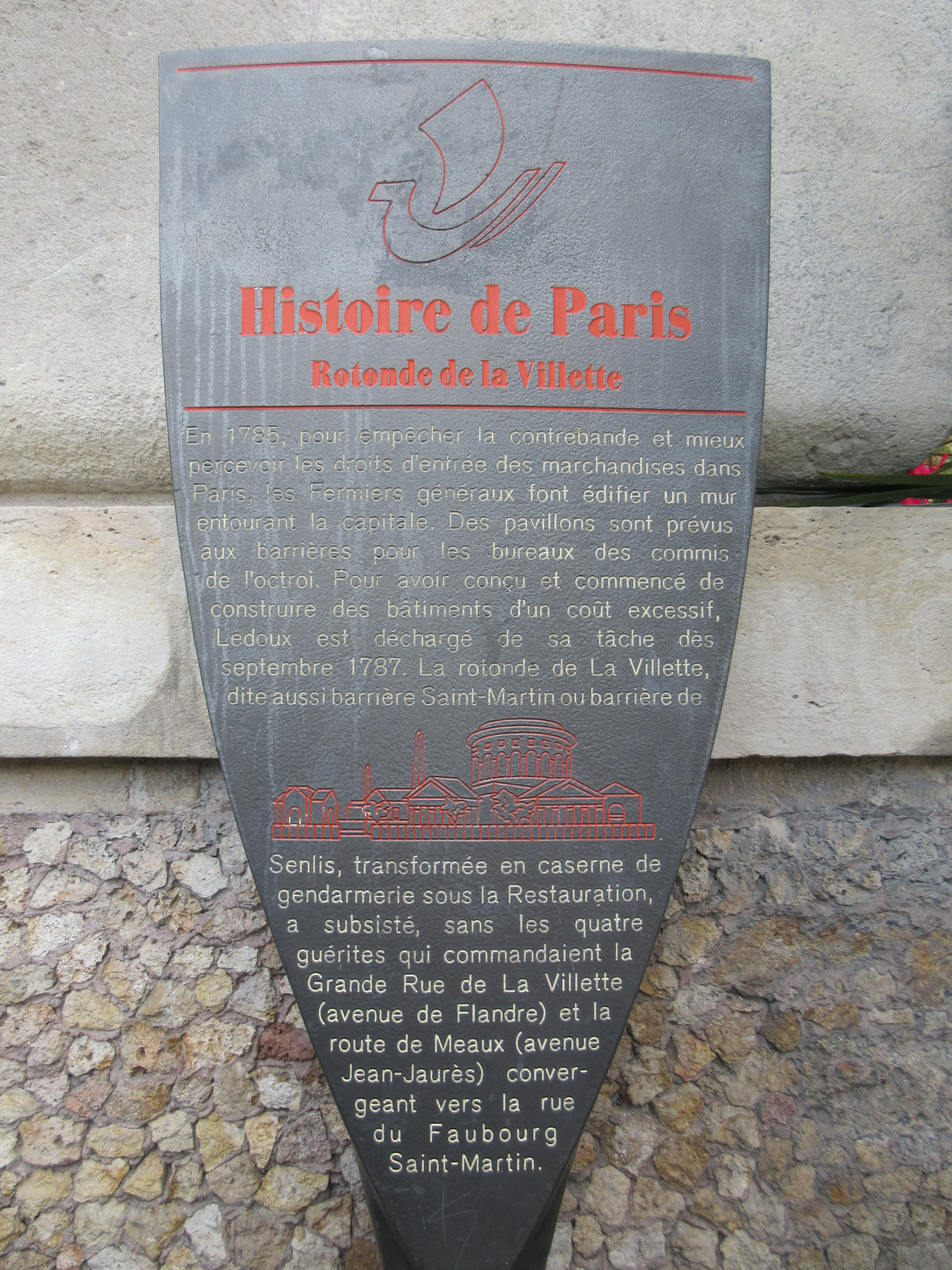
Panneau Histoire de Paris « Rotonde de la Villette ».

La rotonde de la Villette est l'un des monuments conçus par l'architecte Claude-Nicolas Ledoux sous le nom de « propylées » de Paris. Réalisés entre 1784 et 1788, ils dotèrent le mur des Fermiers généraux des bureaux nécessaires à la perception de l'octroi, l'impôt dû sur les marchandises qui entraient à Paris, ici par deux routes à la fois : celle des Flandres et celle de Soissons. Ces bureaux étaient situés au niveau des passages, appelés « barrières » (voir la Liste des barrières du mur des Fermiers généraux).
À l'extrémité du faubourg Saint-Martin, Claude Nicolas Ledoux réalisa un ensemble de cinq monuments :
- deux petits monuments constituaient la « barrière de la Villette » (appelée « barrière de Senlis » jusqu'en 1798). Situés de part et d'autre de la route de Senlis (ou route de Flandre, aujourd'hui rue de Flandre, au nord du bassin de la Villette), ils participaient au contrôle des marchandises entrant par cette route, qui se prolongeait, à l'intérieur de Paris, par la rue du Faubourg-Saint-Martin ;
- deux autres petits monuments analogues constituaient la barrière de Pantin. Ils étaient situés de part et d'autre de la route d'Allemagne (ou route de Meaux ou route de Strasbourg, actuelle avenue Jean-Jaurès, au sud du bassin de la Villette). À l'intérieur de l'enceinte, cette route se prolongeait sous le même nom, mais devint la rue La Fayette à partir de 1823 ;
- un bâtiment monumental, la rotonde de la Villette. Bien qu'appelée également « barrière Saint-Martin », cette rotonde n'était pas une barrière stricto sensu, car elle ne contrôlait pas de passage particulier. C'est un monument ornemental destiné à abriter les bureaux d'un receveur et de plusieurs contrôleurs, ainsi qu'un corps de garde constitué des cavaliers chargés de la surveillance du chemin de ronde et des entrepôts. Ledoux a probablement voulu placer là un bâtiment d'exception surpassant tous les autres, digne de marquer les confins de la grande voie la plus historique de la capitale, cette « Grand' Chaussée Sainct-Martin[3] ».

Pour le contrôle des marchandises, les particuliers devaient passer par les guérites des barrières de Senlis et de Pantin. De là, on les envoyait aux bureaux de la rotonde où ils faisaient une déclaration au contrôleur et payaient au receveur. Ils revenaient avec leur papier à la guérite, où on vérifiait si la marchandise était conforme à la déclaration.

### Pérennité
Le lieu est la première étape de Louis XVI et sa famille après leur départ en catimini des Tuileries : ils y changent de voiture lors du début de la fuite à Varennes. 
Désaffecté dès 1791 par suite de la suppression de l'octroi, le bâtiment servit de casernement de la garde municipale de 1830 à 1860, puis de grenier à sel de 1865 à 1921.
La rotonde de la Villette fut épargnée plusieurs fois : lors de la démolition du mur, qui fit partie des travaux de transformation de Paris conduits par le baron Haussmann, dans le cadre de l'extension de Paris jusqu'à l'enceinte de Thiers en 1860 ; incendiée pendant la Commune de 1871, elle fut restaurée, alors que ses deux voisines, la barrière de La Villette et la barrière de Pantin, étaient démolies ; elle fut épargnée une nouvelle fois lors de la construction de la ligne 2 du métro en 1900-1903, dont le tracé tourmenté la contourne par trois virages passant au ras de façade sud-ouest. La rotonde de la Villette est ainsi l'un des six propylées de Paris encore visibles aujourd'hui.
Un arrêté du 24 avril 1907 l'a classée au titre des monuments historiques.
Le 30 janvier 1918, durant la Première Guerre mondiale, la rotonde de la Villette est touchée lors d'un raid effectué par des avions allemands.
En 1960, elle fut affectée aux services archéologiques et accueillit la Commission du Vieux Paris, qui la quitta en 2004 pour un hôtel particulier de la rue Cadet, dans le 9e arrondissement.
Réhabilitée en 2009, la Rotonde accueille depuis lors un restaurant.

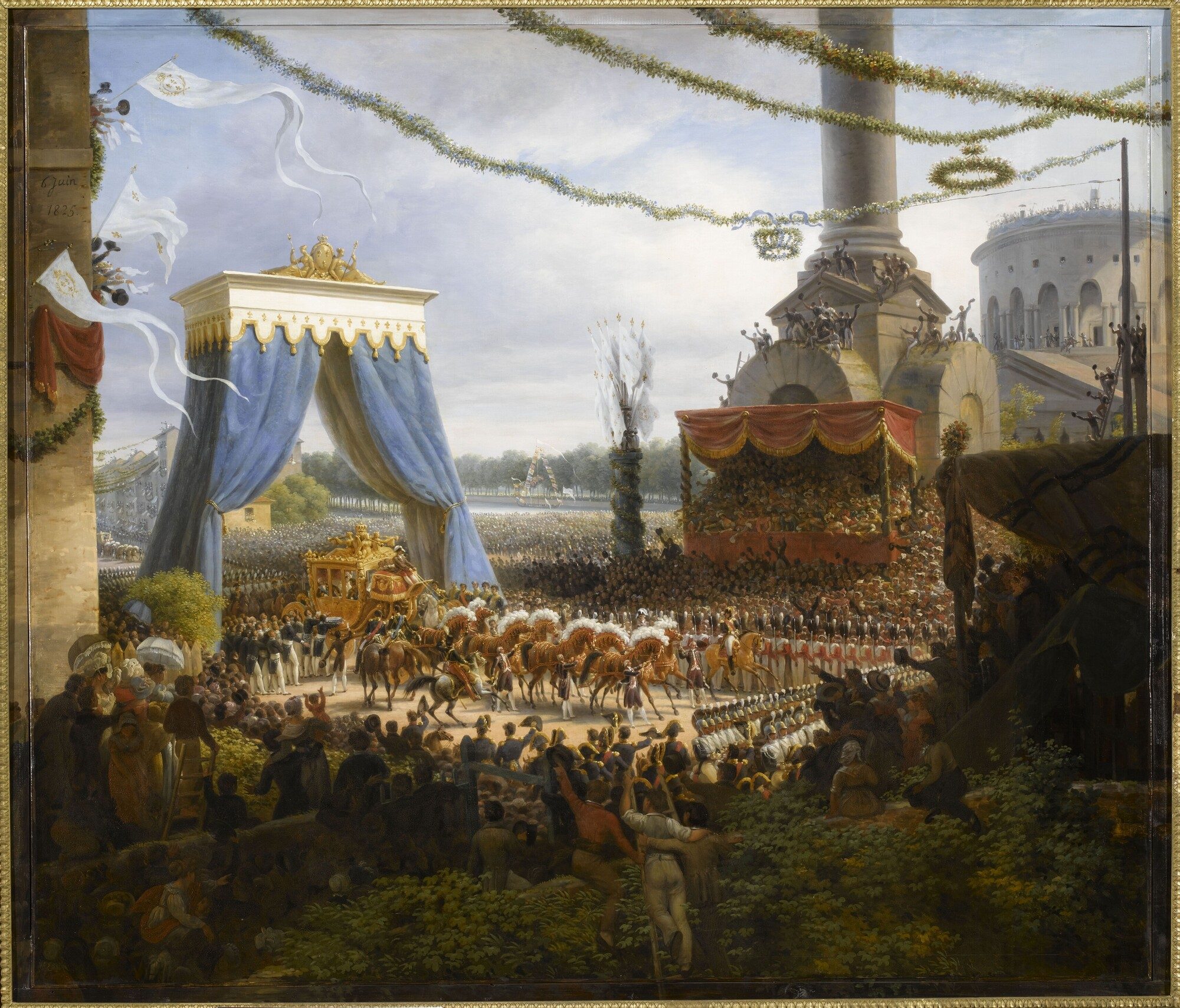
Louis-François Lejeune, Entrée de Charles X à Paris, par la barrière de la Villette, après son sacre. 6 juin 1825.
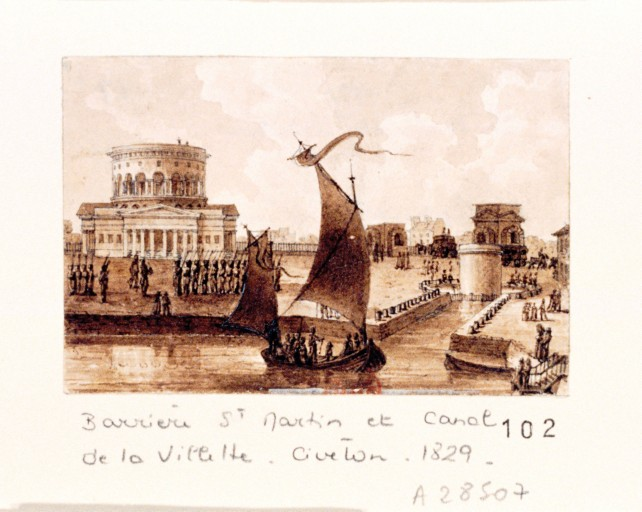
La rotonde de la Villette en 1829, par Christophe Civeton (1796-1831). À droite, la prise d'eau est celle de l'aqueduc de Ceinture
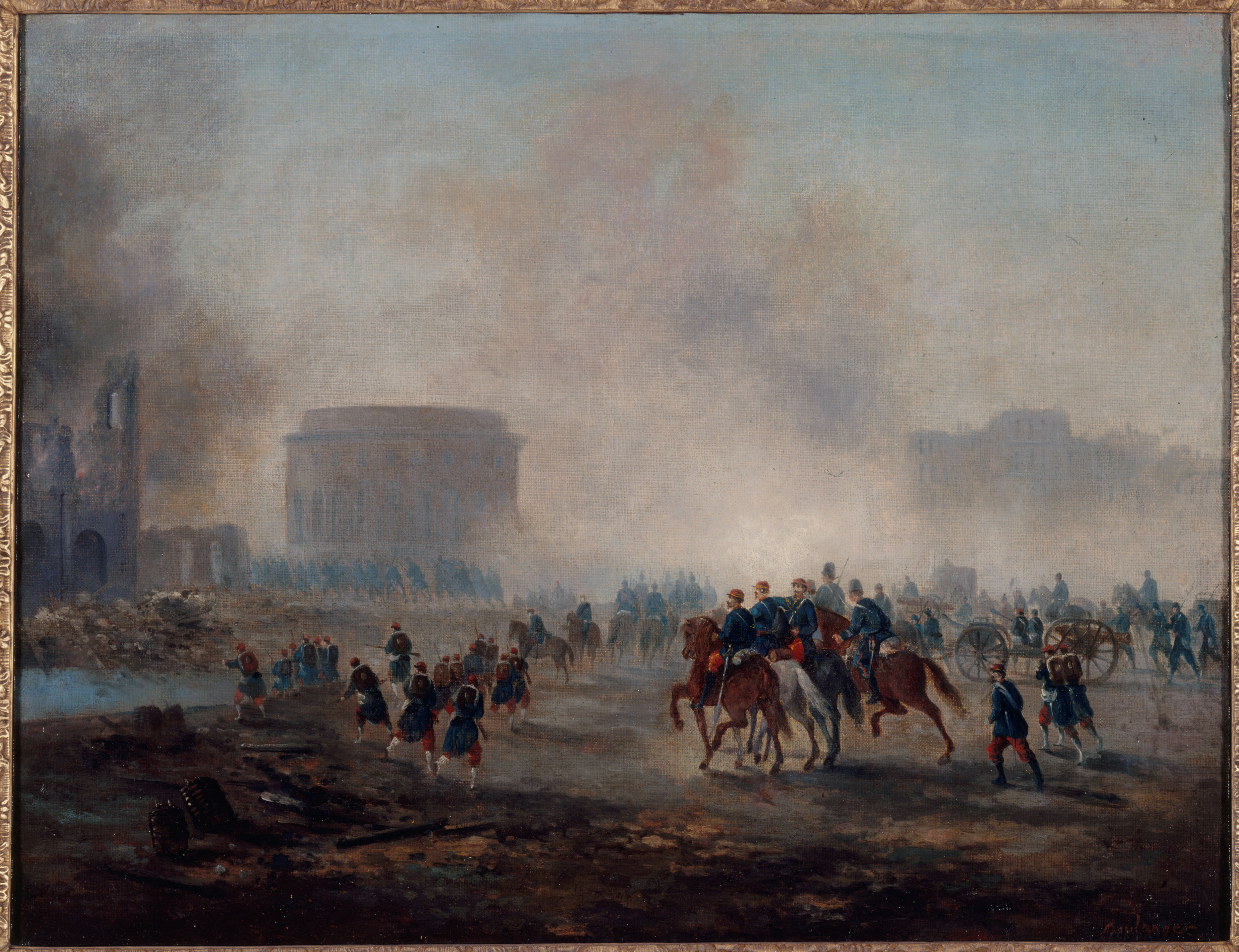
La Villette cernée par les troupes versaillaises, mai 1871 par Gustave Boulanger (musée Carnavalet). On distingue dans la fumée la rotonde bâtie vers 1797 par Ledoux pour l’enceinte des Fermiers généraux.
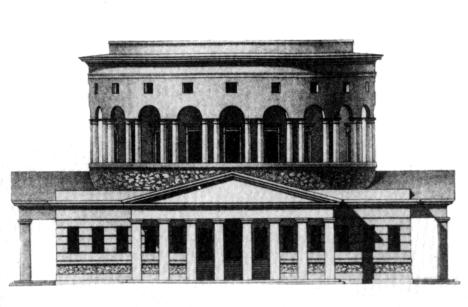
Rotonde de La Villette.

## Architecture
L'architecte Claude-Nicolas Ledoux a conçu sa quarantaine de bureaux d'octroi comme des entrées monumentales auxquelles il donna le nom à référence antique de « propylées ». Il y déploya ses idées architecturales, comme précédemment à la saline royale d'Arc-et-Senans, réinventant l’antique au service de l’idéal de progrès du siècle des Lumières. Parmi tous les propylées de Paris, de tailles et formes diverses, la rotonde de la Villette était le plus imposant par ses dimensions.
La rotonde est constituée de pierre de taille en façade. Son plan associe des figures simples inspirées de l'Antiquité classique, avec un carré externe en croix grecque et un vaste cylindre interne à puits zénithal, à la manière d'Andrea Palladio. Au rez-de-chaussée, chaque façade se compose de huit piliers toscans courts et massifs surmontés d’un entablement et d’un fronton triangulaire surbaissé. Au centre, la galerie formée d’arcs en plein cintre montés en tas de charge et baies à linteaux en serliennes sur 40 colonnes doriques jumelées rappelle l’architecture italienne palladienne et pré-palladienne. Le toit est en entonnoir et l'étroite cour centrale circulaire tient lieu de puits de lumière. L'édifice est couronné par une corniche dorique alternant métopes et triglyphes.
Le dessin associe des formes idéalisées très épurées à des volumes contrastés librement inspirés des modèles antiques et de la Renaissance italienne.

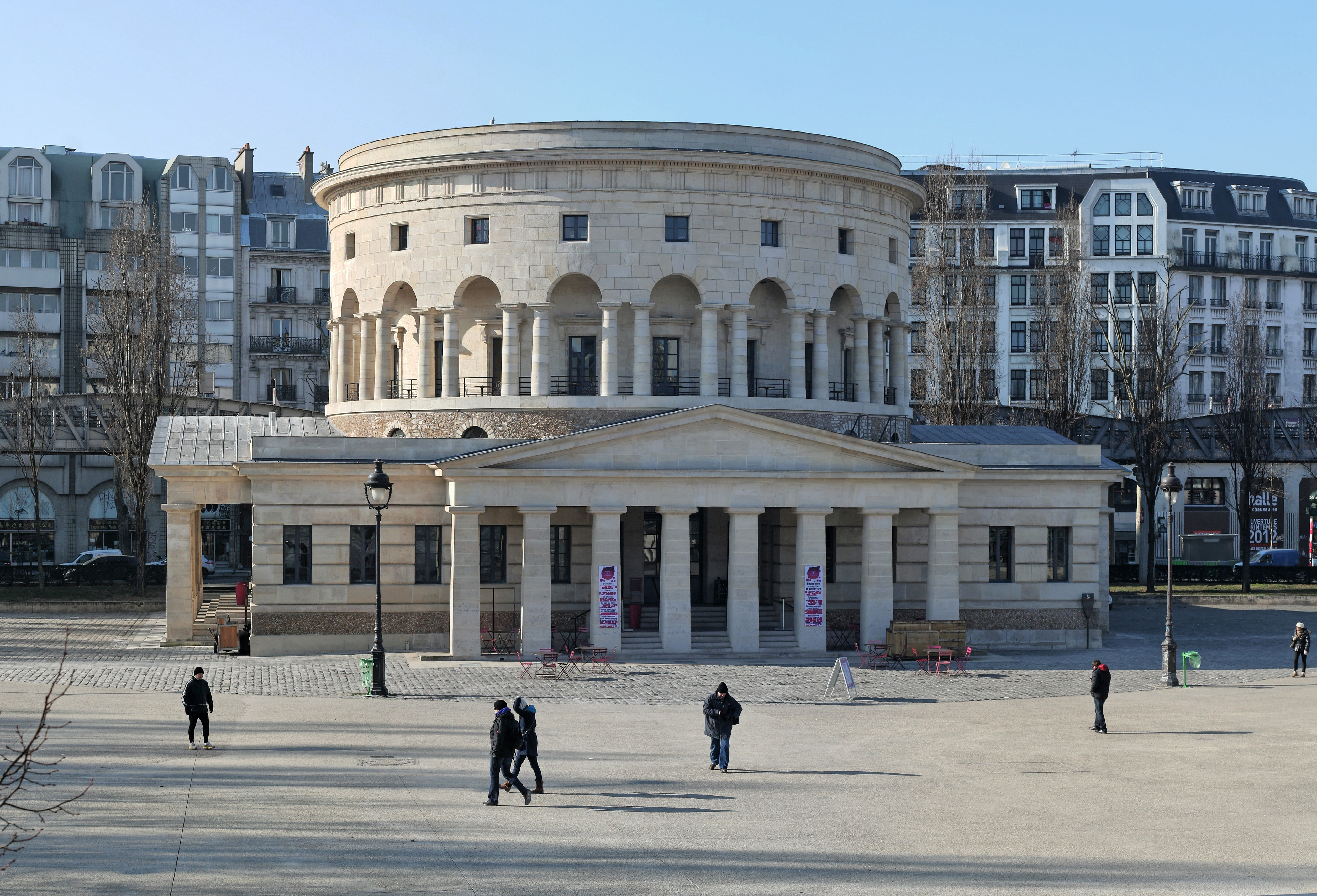
Rotonde de la Villette.
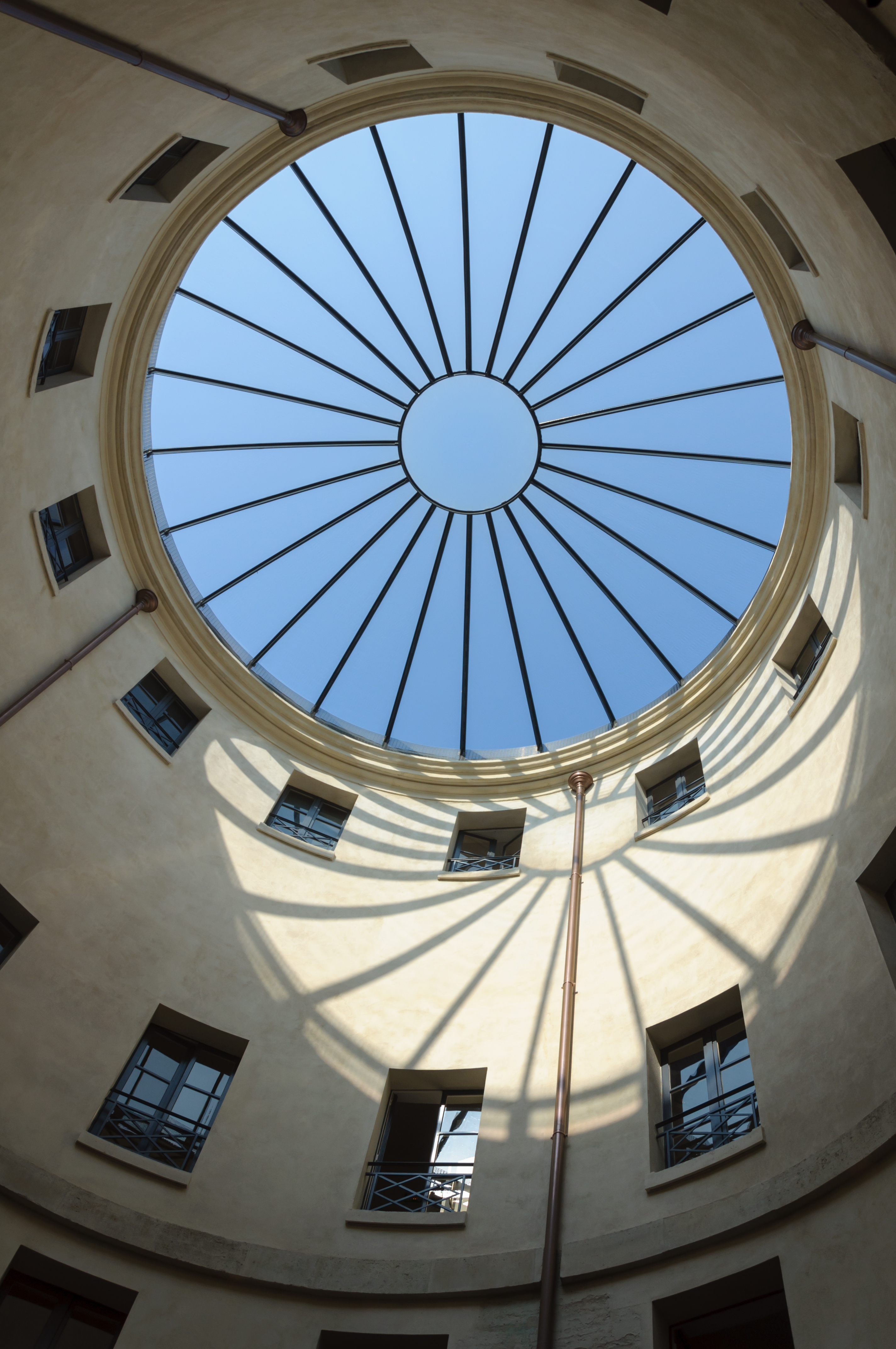
Intérieur de la rotonde avec son puits de lumière.
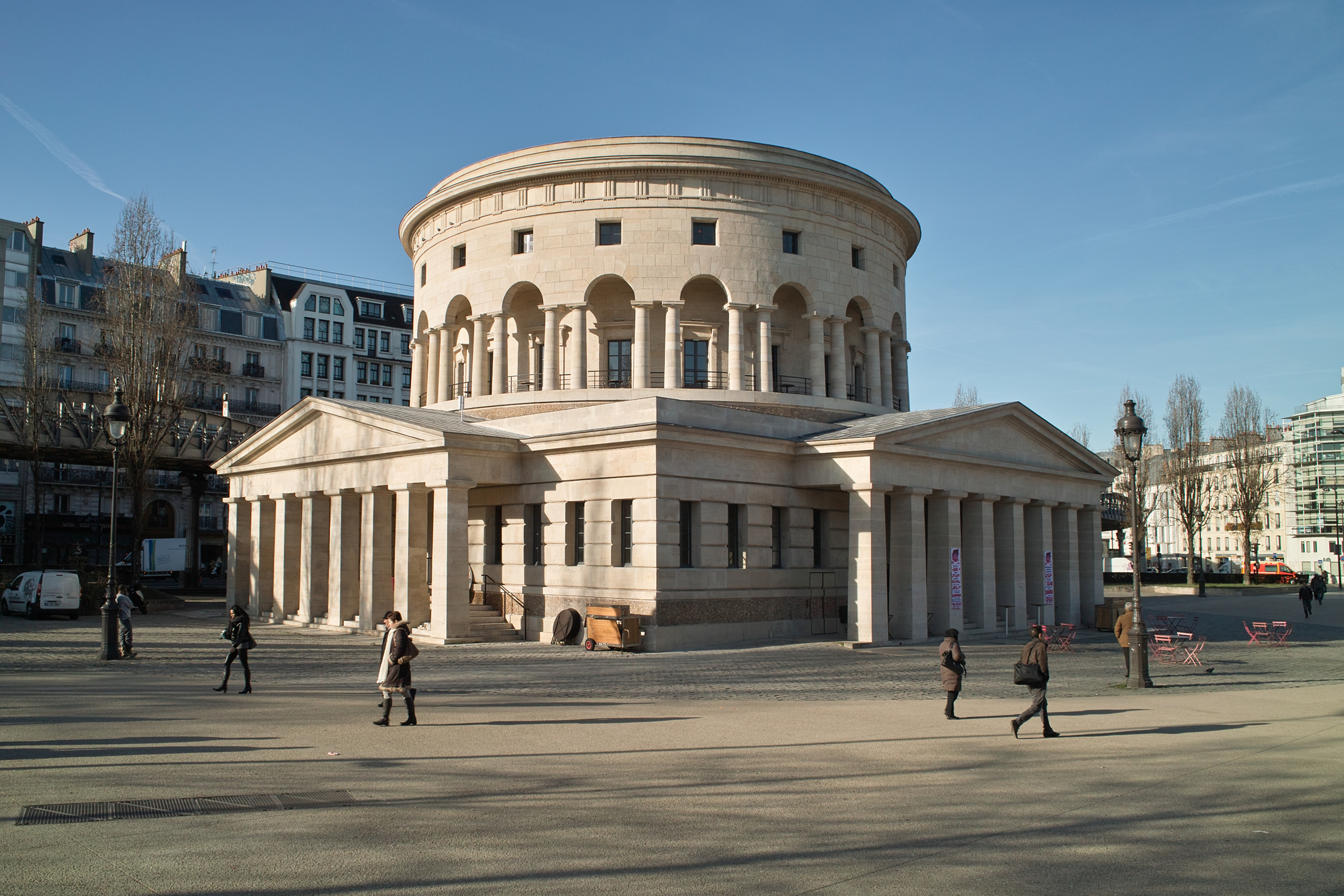
Symétrie.

## De nos jours
Depuis 2010, le monument est occupé par un restaurant, entouré d'une terrasse paysagée de 1 500 m2 et également doté d'une salle de réception, d'une galerie d'art contemporain et d'un mini-club situé dans une des annexes du bâtiment. Au dernier étage se situent des bureaux.

## Sources et liens externes
- Notices d'autorité :   - VIAF
  - LCCN
- Ressources relatives à l'architecture :   - Mérimée
  - PSS
  - Structurae
- Renaud Gagneux et Denis Prouvost, Sur les traces des enceintes de Paris. Promenades au long des murs disparus, Éditions Parigramme / Compagnie parisienne du livre, Paris, 2004  (ISBN 2-84096-322-1), p. 156-162.
- Dessins : Palaiseau (no 18/48), 1819, Civeton, 1829.
- Jacques Hillairet, Dictionnaire historique des rues de Paris, Paris, Les Éditions de minuit, 1972, 1985, 1991, 1997, etc. (1re éd. 1960), 1 476 p., 2 vol.  [détail des éditions] (ISBN 2-7073-1054-9, OCLC 466966117).
- Guy Le Hallé, Histoire des fortifications de Paris et leur extension en Île-de-France, Éditions Horvath, 1985  (ISBN 2-7171-0925-0).